# 阔褶蛙
阔褶蛙（学名：Hylarana latouchii）又名闊褶蛙。為赤蛙科水蛙属的一種。 已往被歸類為蛙屬。该物种的模式产地在福建挂墩。

## 分佈
阔褶蛙可發現於中國東部及南部、香港及台灣。中国大陆分佈於江苏、浙江、安徽、福建、江西、湖南、广东、广西、贵州等地，來自台灣的個體，可能被視為與大陸為不同品種。

## 生態
天然棲息地包括亞熱帶或熱帶的潮濕低地與山地森林、河流、淡水沼澤、間歇性溼地、水池、池塘，露天開挖的臨時水池、灌溉土地、運河和溝渠。它不被IUCN視為瀕危物種。

## 描述
阔褶蛙是一種小型蛙類，體長可達4 cm（1.6英寸）。雄蛙體型較小，約(38 mm（1.5英寸）)，雌蛙則為(47 mm（1.9英寸）).於台灣發現的個體，平均體型較大。分別為 44 mm（1.7英寸） 及 55 mm（2.2英寸）。阔褶蛙在台灣全年皆可繁殖。
可從 阔褶蛙的皮膚中，分離出一種抗菌肽。